# Yihenao'er
Yihenao'er (kinesiska: 伊和淖尔, 伊和淖尔苏木) är en socken i Kina. Den ligger i den autonoma regionen Inre Mongoliet, i den norra delen av landet, omkring 350 kilometer nordost om regionhuvudstaden Hohhot. Antalet invånare är 4714. Befolkningen består av 2 281 kvinnor och 2 433 män. Barn under 15 år utgör 12,0 %, vuxna 15-64 år 82 %, och äldre över 65 år 5,0 %.
Genomsnittlig årsnederbörd är 628 millimeter. Den regnigaste månaden är juli, med i genomsnitt 117 mm nederbörd, och den torraste är januari, med 4 mm nederbörd.